# 김윤지 (핸드볼 선수)
김윤지(2000년 1월 16일~)는 대한민국의 핸드볼 선수로 포지션은 라이트윙이다. 현재 핸드볼코리아리그의 삼척시청 소속으로 뛰고 있다. 대한민국 여자 국가대표팀 소속으로 2020년 하계 올림픽에 참가했다.

## 선수 경력
대구에서 태어난 김윤지는 휘경여자중학교와 휘경여자고등학교를 졸업했다. 2017년 11월에 진행된 2018년 핸드볼코리아리그 신인 드래프트에서 2라운드에 삼척시청 여자 핸드볼단의 지명을 받고 선수 생활을 시작했다.
2021년 시즌에는 팀의 준우승을 이끌었고, 시즌 올스타에 선정되었다. 이 활약으로 처음으로 대한민국 여자 국가대표팀에 발탁되었다, 2021년 7월에 일본 도쿄에서 열린 2020년 하계 올림픽에 참가했으며, 이는 김윤지의 첫 국제 대회이며, 대표팀은 최종 8위를 기록했다. 같은 해 11월에는 스페인에서 열린 2021년 세계 선수권 대회에 참가하였으며 14위를 기록했다.
2022년 3월에는 경남개발공사를 꺾고 정규 리그 우승을 차지했으며, 같은 해 11월에는 대한민국 서울특별시에서 열린 2022년 아시아 선수권 대회에 참가하여 대표팀의 우승에 기여했다.

## 개인사
2023년 2월 25일 서울특별시 송파구 잠실동에 위치한 먹자골목에서 음주 상태로 승용차를 운전하다가 행인 8명을 치는 사고를 냈다.

## 수상

### 클럽
삼척시청
- 핸드볼코리아리그 우승(2022)
- 핸드볼코리아리그 준우승(2021)

### 국가대표팀
대한민국
- 아시아 선수권 대회 우승(2022)